# Abra Amedomé
Abra Amedomé là một chính trị gia người Togo.
Được đào tạo như một dược sĩ ở Pháp, Amedome trở lại Togo và trở thành một nữ doanh nhân rất thành công. Bà giữ một vai trò lãnh đạo trong đảng cầm quyền quốc gia, và năm 1975 trở thành chủ tịch của Liên minh Quốc gia des Femmes Togolaise. Năm 1979, bà trở thành bộ trưởng các vấn đề xã hội và sản xuất phụ nữ, tiếp tục vai trò này cho đến năm 1983. Bà là một trong sáu phụ nữ được bầu vào Nghị viện Togo năm 1979; những người khác là Cheffi Meatchi, Kossiwa Monsila, Essohana Péré, Zinabou Touré và Adjoavi Trenou.